# Urszula Heldt
Urszula Heldt (ur. 16 kwietnia 1956) – polska lekkoatletka specjalizująca się w biegach średniodystansowych, medalistka mistrzostw Polski.

## Kariera sportowa
Była zawodniczką Górnika Zabrze i Piasta Gliwice
Na mistrzostwach Polski seniorek na otwartym stadionie zdobyła dwa medale - srebrny w biegu przełajowym na 2 km w 1981 oraz brązowy w biegu na 800 metrów w 1979. 
Rekordy życiowe:
- 800 m – 2:03,34 (13.06.1980)
- 1500 m – 4:20,1 (22.07.1979)